# Kozarsko, Pazardjik
Kozarsko (în bulgară Козарско) este un sat în comuna Brațigovo, regiunea Pazardjik,  Bulgaria. 

## Demografie
Componența etnică a satului Kozarsko
     Bulgari (98,32%)
     Nicio identificare (0,73%)
     Altele (0,94%)
La recensământul din 2011, populația satului Kozarsko era de 956 locuitori. Din punct de vedere etnic, majoritatea locuitorilor (98,32%) erau bulgari. Pentru 0,73% din locuitori nu este cunoscută apartenența etnică.